# Capsiceae
Capsiceae — триба цветковых растений в подсемействе Паслёновые (Solanoideae) семейства Паслёновые (Solanaceae).

## Роды
В трибу входят два рода:
- Capsicum L. — Стручковый перец
- Lycianthes (Dunal) Hassl.